# Sad v Biocentru U Vinoře
Sad v Biocentru U Vinoře v Praze-Vinoři se nachází u rybníků Malá a Velká Obůrka na Vinořském potoce a v přilehlých pozemcích.

## Historie
Sad byl založen pravděpodobně v 60. letech 20. století a obnoven před rokem 2014. Skládá se z několika menších skupin stromů vysazených na hrázi, která odděluje oba rybníky, na svazích nad nimi a v přibližně 200 metrů vzdáleném menším údolí, které se svažuje k většímu z rybníků.

## Parametry
- Celková rozloha: 0,35 ha
- Počet stromů: 21 (r. 2014)
- Odrůdy:
  - Třešně: Německá rychlice, Dönnisenova, Moreau a Napoleonova
- Ovoce k natrhání: ano[1]